# Inversión magnética de Jaramillo
La inversión magnética de Jaramillo, o subcron Jaramillo, fue un evento geológico, que comenzó aproximadamente hace un millón de años, cuando el campo magnético terrestre realizó una corta inversión magnética. Dentro de la escala de tiempo geológico se puede considerar como una breve inversión magnética, dentro de la dominante inversión magnética Matuyama. El principio del subcron Jaramillo es generalmente datado a 990,000 años antes del presente (BP), y su fin a 950,000 BP (aunque una fecha alternativa de 1.07 millones de años hace a 990,000 es también encontrado en la literatura científica).
Las causas y mecanismos de las inversiones magnéticas "a corto plazo", como el subcron Jaramillo, así como inversiones mayores como el Brunhes–Matuyama reversal, es tema de estudio y disputa entre investigadores. Una teoría asocia el Jaramillo con el evento de impacto del Lago Bosumtwi, del que queda evidencia gracias a los depósitos de tectitas presentes en Costa de Marfil, aunque esta hipótesis ha sido denominada como "altamente especulativa" y "refutada".